# Marquesado de Montealegre
El marquesado de Montealegre es un título nobiliario español creado el 28 de mayo de 1626 por el rey Felipe IV a favor de Martín de Guzmán y Rojas, III señor de Montealegre y caballero de la Orden de Calatrava.
La Grandeza de España de este título fue concedida el 5 de octubre de 1698 por el rey Carlos II siendo Martín Domingo de Guzmán y Niño, IV marqués de Montealegre.

## Marqueses de Montealegre
|                        | Titular                                  | Periodo                |
| Creación por Felipe IV | Creación por Felipe IV                   | Creación por Felipe IV |
| ---------------------- | ---------------------------------------- | ---------------------- |
| I                      | Martín de Guzmán y Rojas                 | 1626-1628              |
| II                     | Luis Francisco Núñez de Guzmán           | 1628-1675              |
| III                    | Pedro Núñez de Guzmán                    | 1675-1678              |
| IV                     | Martín Niño de Guzmán                    | 1678-1722              |
| V                      | Sebastián Antonio de Guzmán y Spínola    | 1722-1757              |
| VI                     | José María Guzmán y Guevara              | 1757-1781              |
| VII                    | Diego Ventura Guzmán y Guevara           | 1781-1805              |
| VIII                   | Diego Isidro de Guzmán y de la Cerda     | 1805-1849              |
| IX                     | Carlos Luis de Guzmán y de la Cerda      | 1849-1880              |
| X                      | José Rainiero de Guzmán y de la Cerda    | 1881-1891              |
| XI                     | María del Pilar de Guzmán de la Cerda    | 1892-1901              |
| XII                    | Juan de Zavala y de Guzmán               | 1901-1910              |
| XIII                   | Luis de Zavala y de Guzmán               | 1910-1913              |
| XIV                    | María del Pilar Zavala y Guzmán          | 1913                   |
| XV                     | María del Milagro García-Sancho y Zavala | 1913-1952              |
| XVI                    | Juan Antonio Morenés y García-Sancho     | 1953-1964              |
| XVII                   | María del Carmen Morenés y García-Sancho | 1964-1981              |
| XVIII                  | Cristóbal Pérez del Pulgar y Morenés     | 1982-2016              |
| XIX                    | Estefanía Pérez del Pulgar Delacour      | 2023-actual titular    |

## Historia de los marqueses de Montealegre
- Martín de Guzmán y Rojas (m. 6 de septiembre de 1628 ), I marqués de Montealegre,[2] hijo de Ramiro Núñez de Guzmán, II señor de Montealegre, y de su tercera esposa, Mariana de Rojas.[3]

Casó con Isabel Niño de Silva y Ribera, hija de Juan Niño de Ribera y Teresa de Guevara, hermana del I conde de los Arcos. Le sucedió su hijo:
- Luis Francisco Núñez de Guzmán (m. 6 de marzo de 1675), II marqués de Montealegre y virrey de Sicilia.[2]

Casó con Juana de Borja y Henín. Sin descendientes, le sucedió su hermano:
- Pedro Núñez de Guzmán (Valladolid, 26 de mayo de 1615-Madrid, 29 de noviembre de 1678), III marqués de Montealegre,[2] asistente general de Sevilla, presidente de la Casa de Contratación, presidente del Consejo de Castilla y de la Junta General de Gobierno de la Monarquía y consejero de Estado.[3][4]

Casó, el 30 de octubre de 1652, con María Petronila Niño de Porres Enríquez de Guzmán, III condesa de Villaumbrosa, IV condesa de Castronuevo, III marquesa de Quintana del Marco, hija de García Niño de Ribera y Conchillos, II conde de Villaumbrosa, y de Francisca Enríquez de Porres, III condesa de Castronuevo, IV marquesa de Quintana del Marco. Fueron padres de tres hijos: García Núñez de Guzmán, caballero de Santiago y IV conde de Villaumbrosa; Francisca de Guzmán, esposa de Francisco de Idiáquez y Borja de Aragón, III duque de Ciudad Real; y su sucesor en el marquesado:
- Martín Domingo de Guzmán y Niño (Sevilla, 25 de febrero de 1658-Madrid, 15 de mayo de 1722), IV marqués de Montealegre,[5] IV marqués de Quintana del Marco, IV conde de Castronuevo, V conde de Villaumbrosa, sumiller de Corps, caballero de la Orden de Santiago, gentilhombre de cámara con ejercicio del rey Carlos II, capitán de la guardia alemana del rey y capitán de la Real Guardia Española.[6]

Casó por poderes, el 12 de noviembre de 1676, con Teresa Spínola y Colonna, hija de Paolo Vicenzo Spínola y Doria, III marqués de los Balbases, duque de Sesto y duque de San Severino, y de Anna Colonna Gioeni, hija del príncipe de Paliano. Le sucedió su hijo:
- Sebastián Antonio de Guzmán y Spínola (Madrid, 20 de enero de 1683-23 de enero de 1757),[7] V marqués de Montealegre,[5] VI conde de los Arcos,[8] dos veces grande de España, V marqués de Quintana del Marco, VIII conde de Añover de Tormes, VI conde de Castronuevo,[9] caballero del Toisón de Oro,[7] gentilhombre de cámara del rey Fernando V, mayordomo mayor de la reina María Luisa Gabriela de Saboya, caballerizo mayor y sumiller de corps de Fernando VI.[9] Había sido canónigo de Toledo pero abandonó la carrera eclesiástica al morir su hermano mayor, Pedro, soltero y sin descendencia.[6]

Casó, el 18 de noviembre de 1708, con Melchora de la Trinidad Vélez de Guevara (m. 13 de septiembre de 1727), XII condesa de Oñate, grande de España, VI condesa de Villamediana, IV marquesa de Guevara y IV condesa de Campo Real. Era hija de Íñigo Vélez de Guevara y Tassis, X conde de Oñate, de conde de Villamediana, marqués de Guevara, marqués de Campo Real, correo mayor de España y caballero de la Orden del Toisón de Oro, y de su esposa, Luisa Clara de Ligne. Le sucedió su hijo:
- José María de Guzmán y Guevara (Madrid, 22 de septiembre de 1709-19 de septiembre de 1781), VI marqués de Montealegre,[5] VII conde de los Arcos,[8] XIII conde de Oñate, IV marqués de Guevara, VI marqués de Quintana del Marco, VIII conde de Villamediana, IV conde de Campo Real (II), VII conde de Castronuevo, IX conde de Añover de Tormes, caballero del Toisón de Oro, Gran Cruz de Carlos III, correo mayor de España, caballero de la Orden de San Jenaro, gentilhombre de cámara con ejercicio, sumiller de corps, mayordomo mayor de las reinas María Bárbara de Portugal y María Amalia de Sajonia.[9]

Casó en primeras nupcias el 10 de agosto de 1728 con María Felicia Fernández de Córdoba-Figueroa y Spínola de la Cerda, hija de Nicolás Fernández de Córdoba y de la Cerda, X duque de Medinaceli etc., y su esposa Jerónima Spínola de la Cerda. Casó en segundas nupcias el 21 de septiembre de 1748 con Ventura Francisca Fernández de Córdoba Folch de Cardona Requesens y de Aragón (1712-1768), XI duquesa de Sessa, IX duquesa de Baena, X duquesa de Soma, XV condesa de Cabra etc. Le sucedió un hijo de su primer matrimonio:
- Diego Ventura de Guzmán y Fernández de Córdoba (Madrid, 11 de noviembre de 1738-8 de julio de 1805),  VII marqués de Montealegre,[5] VIII conde de los Arcos,[8] XIV conde de Oñate, XVII marqués de Aguilar de Campoo, XXI conde de Castañeda,V marqués de Guevara, V conde de Campo Real (II), VII marqués de Quintana del Marco, IX conde de Villamediana, X conde de Añover de Tormes, VIII conde de Castronuevo, XV canciller mayor (honorario) de Castilla, mayordomo mayor y gentilhombre de cámara del rey con ejercicio y servidumbre, caballero del Toisón de Oro, Gran Cruz de Carlos III y correo mayor de España.[10]

Casó el 10 de octubre de 1756 con su prima María Isidra de la Cerda y Guzmán (1742-1811), camarera mayor de palacio. Le sucedió su hijo:
- Diego Isidro de Guzmán y de la Cerda (1776-Madrid, 12 de diciembre de 1849), VIII marqués de Montealegre,[5] IX conde de los Arcos,[8] XV conde de Oñate, XX duque de Nájera, XVIII marqués de Aguilar de Campoo,  XV conde de Paredes de Nava, VI marqués de Guevara, VIII marqués de Quintana del Marco, XXIV conde de Treviño, XXIII conde de Valencia de don Juan, X conde de Villamediana, XXII conde de Castañeda, XI conde de Añover de Tormes, IX conde de Castronuevo, VI conde de Campo Real (II), caballero del Toisón de Oro, gentilhombre de cámara del rey con ejercicio y servidumbre, Gran Cruz de Carlos III.[12]

Casó en primeras nupcias el 1 de agosto de 1795, en Valencia, con María del Pilar de la Cerda y Marín de Resende, hija de José María de la Cerda y Cernecio, V conde de Parcent, y su esposa María del Carmen Antonia Marín de Resende Fernández de Heredia, condesa de Bureta. Casó en segundas nupcias el 7 de febrero de 1814 con María Magdalena Tecla Caballero y Terreros (1780-1865), dama de la reina y de la Orden de María Luisa, hija de Juan Fernández Caballero, director general de correos, y su esposa Juliana de Terreros. En 17 de diciembre de 1850, sucedió su hijo del primer matrimonio:
- Carlos Luis de Guzmán y de la Cerda (1801-12 de septiembre de 1880), IX marqués de Montealegre,[5] XXI duque de Nájera,[13] IX marqués de Quintana del Marco, X conde de Castronuevo, XV conde de Oñate.

Casó con su prima hermana María Josefa de la Cerda y Palafox. Sin descendientes. En 12 de abril de 1881, sucedió su hermano:
- José Rainiero de Guzmán y de la Cerda (1801-1891), X marqués de Montealegre, XXIII duque de Nájera,[13] X marqués de Quintana del Marco, VII marqués de Guevara, XI conde de Castronuevo, XVI conde de Oñate. Soltero, sin descendientes, en 25 de abril de 1892, le sucedió su hermana:[1]

- María del Pilar de Guzmán y de la Cerda (m. 4 de abril de 1901), XI marquesa de Montealegre,[5] XIX, condesa de Treviño, XVIII condesa de Oñate,[5] XVI condesa de Paredes de Nava, VIII marquesa de Guevara, XII marquesa de Quintana del Marco,  etc.

Casó con Juan de Zavala y de la Puente,  I marqués de Sierra Bullones, III marqués de la Puente y Sotomayor, V marqués de Torreblanca, VI conde de Villaseñor. En 17 de agosto de 1901, le sucedió su hijo:
- Juan de Zavala y de Guzmán (San Sebastián, 15 de agosto de 1844-Madrid, 11 de abril de 1910), XII marqués de Montealegre, XXIV duque de Nájera,[13] II marqués de Sierra Bullones, XIV marqués de Quintana del Marco, XIII conde de Castronuevo, XX conde de Treviño, XIX conde de Oñate, XVII conde de Paredes de Nava, gran cruz de Carlos III y de la Orden del Mérito Militar y caballero de la Orden de Calatrava.[14]

Casó, el 12 de mayo de 1870, con Carolina Santamarca y Donato, II condesa de Santamarca. Sin descendientes. En 12 de noviembre de 1910, le sucedió su hermano:
- Luis de Zavala y Guzmán (Madrid, 12 de septiembre de 1853-4 de febrero de 1913), XIII marqués de Montealegre,[5] XXV duque de Nájera,[13] XXVIII conde de Treviño por cesión de su hermano, III marqués de Sierra Bullones, XX conde de Oñate, XVIII conde de Paredes de Nava, XI marqués de Guevara, IX conde de Campo Real.[15]

Casó, el 8 de julio de 1901, con Guillermina de Heredia y Barrón. Sin descendientes, en 4 de junio de 1913, sucedió su hermana:
- María del Pilar de Zavala y Guzmán (Barcelona, 7 de octubre de 1841-11 de febrero de 1915),[16] XIV marquesa de Montealegre,[5] XXVI duquesa de Nájera,[13] XIX condesa de Paredes de Nava, XX marquesa de Aguilar de Campoo, IV marquesa de Sierra Bullones, XII marquesa de Guevara, X condesa de Campo Real, VI marquesa de Torreblanca, dama de la reina, dama noble de María Luisa.[15]

Casó, el 2 de junio de 1861, con Ventura García Sancho Ibarrondo, I conde de Consuegra, ministro de Estado, senador y alcalde de Madrid. Le sucedió, el 10 de julio de 1913, su hija:
- María del Milagro García-Sancho y Zavala (Madrid, 17 de diciembre de 1874-1947), XV marquesa de Montealegre.

Casó en primeras nupcias, el 8 de diciembre de 1903, con Antonio Morenés y García-Alessón, I marqués de Ceballos-Carvajal, gentilhombre grande de España con ejercicio y servidumbre del rey Alfonso XIII.Contrajo un segundo matrimonio con Francisco de Urruela y Lara. En 5 de junio de 1953, sucedió su hijo del primer matrimonio:
- Juan Antonio Morenés y García-Sancho (1906-1964), XVI marqués de Montealegre,[5] II marqués de Ceballos-Carvajal.

Casó con María Luisa Peral García Corbo. Sin descendientes, en 30 de enero de 1964, le sucedió su hermana:
- María del Carmen Morenés y García-Sancho (Madrid, 13 de diciembre de 1908-19 de marzo de 1981), XVII marquesa de Montealegre[5] y III marquesa de Ceballos-Carvajal.[15]

Casó, el 3 de febrero de 1932 en Madrid, con Cristóbal Ignacio Pérez del Pulgar y Alba, II marqués del Albaicín. En 19 de julio de 1982, le sucedió su hijo:
- Cristóbal Pérez del Pulgar y Morenés (Madrid, 30 de enero de 1937-2016), XVIII marqués de Montealegre[5] y IV marqués de Ceballos-Carvajal.[15]

Casó en primeras nupcias el 24 de julio de 1964 con Josefina Amalia San Miguel y Goenaga y en segundas, el 19 de enero de 1994, con María de la Concepción Iribas y Suárez del Otero (m. 1994). Sucedió su sobrina, hija de su hermano de Antonio Pérez del Pulgar y Morenés (Madrid, 20 de enero de 1940-8 de diciembre de 2012) y de Nicole Delacour:
- Estefanía Pérez del Pulgar Delacour, XIX marquesa de Montealegre.[17]